# Фріккінген
Фріккінген (нім. Frickingen) — громада в Німеччині, знаходиться в землі Баден-Вюртемберг. Підпорядковується адміністративному округу Тюбінген. Входить до складу району Бодензе.
Площа — 26,46 км2. Населення становить 3075 ос. (станом на 31 грудня 2020).